# جیمز ویلسون
جیمز ویلسون (به انگلیسی: James Wilson) ‏(۱۷۹۸–۱۷۴۲) یکی از بنیان‌گذاران ایالات متحده و یکی از امضاکنندگان اعلامیهٔ استقلال این کشور بود. ویلسون دو بار به عضویت کنگرهٔ قاره‌ای انتخاب شد و یکی از اعضای اصلی تهیهٔ پیش‌نویس قانون اساسی ایالات متحده بود.
او به عنوان یک تئوری‌پرداز حقوقی برجسته، یکی از شش قاضی اصلی‌ای بود که توسط جورج واشینگتن به عضویت در دیوان عالی ایالات متحده منصوب شدند.